# 鈴木敬司
鈴木敬司（1897年2月6日—1967年9月20日）是第二次世界大戰期间日本陸军情报官员，最高軍階是陸軍少將。他領導的日本特務機關「南機關」在二戰期間支持缅甸独立运动，協助组建缅甸独立军，被稱为“日本的阿拉伯劳伦斯”。他的活動最终奠定了日本占领缅甸的基础。

## 生平
鈴木敬司生於靜岡縣，基礎教育是在濱松中學校完成，在中學校畢業後考入日本陸軍士官學校，大正7年（1918）5月畢業，為陸軍士官學校第30期畢業生。12月下部隊服役撥入近衛步兵第4聯隊任官。鈴木敬司後來成功考入日本帝國陸軍大學校，在昭和4年（1929）11月畢業，為陸大第41期畢業生。隔月返回近衛步兵第4聯隊擔任中隊長。
昭和6年（1931）3月，鈴木敬司轉入日本帝國陸軍參謀本部，並曾潛入菲律賓進行偵查。昭和8年（1933）8月，升遷為陸軍少校，並轉入陸軍大學校擔任教官。他的研究和早期职业生涯的主要焦点是英美事务。他的官方职位是总参谋部航运科科长。然而，他在特務學校陸軍中野學校受过训练，并秘密地擔任情报特工，负责截斷滇緬公路上同盟國援助中國抗戰的物資，以干扰盟军在亚洲的行动。

## 活動
在20世纪30年代，在曼谷活動的铃木招募了一些缅甸异议分子和激进分子。這批人員后来成为地下间谍组织南机关的核心成員。他与一个民族主义的学生和劳工组織德欽黨關係密切。
1940年6月至10月間，他以「南益世」的化名冒充讀賣新聞記者，秘密派遣至緬甸仰光。並重新與他結識的緬甸獨立運動者牽線聯繫。
1941年，日本帝国总部授权铃木在日本当局之下创建缅甸军事力量，建立「南機關」。他将包括昂山、奈温和博莱雅的一群独立战士拉攏在一起，他的工作最终导致了缅甸独立军的成立。但是在1942年，日本陆军的飯田祥二郎中將由於担心铃木支持緬甸独立的立场及他對缅甸独立军的权威，策划了把铃木調回日本，缅甸独立军随后改组，并由昂山指揮，昂山則在日本人的控制之下。铃木回到东京後，在二战的剩余時間負責其航运科科长的官方职责，监督运输和物流。
1945年日本战败后，因鈴木敬司曾支持缅甸抗英独立运动，在东京审判上被英美指定为乙级战犯，后在缅甸国父昂山的强烈抗议与辩护下得以赦免。